# Новинки (Тургиновское сельское поселение)
Новинки — деревня в Калининском районе Тверской области. Входит в состав Тургиновского сельского поселения.

## География
Находится в юго-восточной части Тверской области на расстоянии приблизительно 33 км на юг-юго-восток по прямой от города Тверь.

## История
На карте 1800 года уже была показана. На карте 1853 года показана как поселение с 20 дворами. В 1859 году здесь было учтено 6 дворов.

## Население
Численность населения: 68 человек (1859), 12 человек (русские 84 %) в 2002 году, 1 в 2010.